# Контрнаступление на Вепше
Контрнаступление на Вепше (польск. Kontruderzenie znad Wieprza) — успешная военная операция польских войск против левого фланга Западного фронта Красной Армии, наступающей на Варшаву, проведённая с 16 по 26 августа 1920 года и приведшая к разгрому советских войск; второй этап Варшавской битвы.

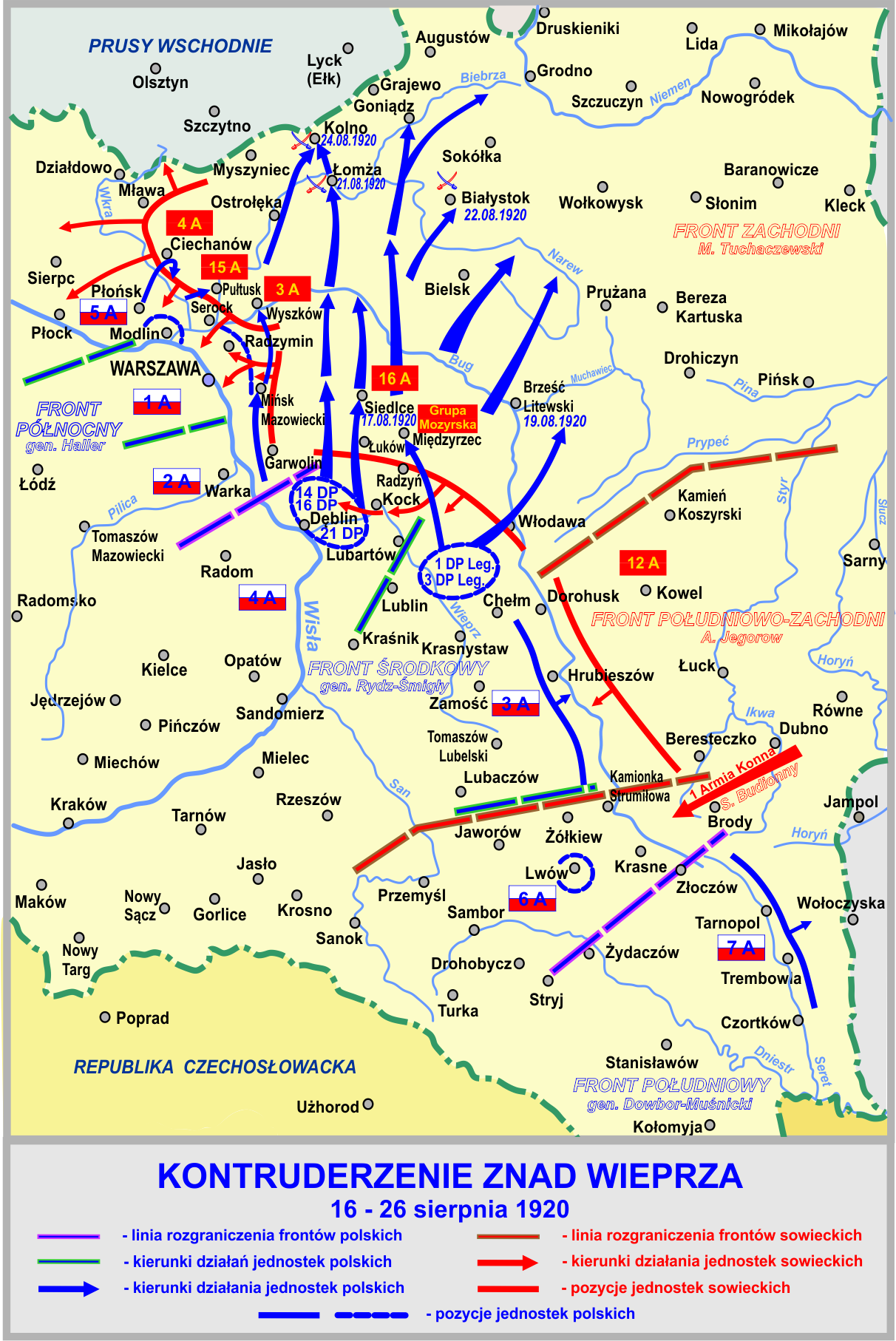
Карта контрнаступления на Вепше

## План операции
С середины июля 1920 года главнокомандующий польскими войсками Юзеф Пилсудский рассматривал возможность нанесения контрудара по войскам советского Западного фронта, продвигающимся на запад в ходе успешной Июльской операции. Главнокомандующий планировал нанести удар по крылу войск Западного фронта из района Бреста силами, переброшенными в основном с Юго-Восточного фронта. Падение Бреста и быстрое продвижение РККА в направлении Варшавы сделало этот план устаревшим. Пилсудский решил нанести удар на участке между Вислой и Бугом. Планированием обхода советских войск также занимался польский генеральный штаб под руководством генерала Т. Розвадовского, который вместе с представителем французской военной миссии в Польше генералом Максимом Вейганом выступал за неглубокую двустороннюю контратаку двух ударных групп. В ночь с 5 на 6 августа была разработана окончательная концепция глубокого одностороннего флангового обхода противника с юга и выхода к нему в тыл.
План предусматривал концентрацию сил вдали от Варшавы, за рекой Вепш — правым притоком Вислы, текущим в своем среднем течении с востока на запад. Суть контрудара — наступление на левый (южный), наиболее слабый фланг Западного фронта, выход в его тыл и окружение группировок фронта, зашедших далеко на запад. 6 августа Пилсудский отдал боевой приказ командующим своих войск. Удар должны были нанести 4-я и 3-я армии Среднего фронта (командующий Э. Рыдз-Смиглы). 4-я армия генерала Л. Скерского была собрана за рекой Вепш в районе от Демблина до Коцка. Она должна была нанести удар в направлении на Гарволин и далее на север, с выходом в тыл советским войскам под Варшавой и установлением контакта с частями 1-й армии. 3-й армии генерала З. Зелинского было приказано наступать от Коцка и Хелма в северо-восточном направлении. Так как благодаря перехвату и расшифровке телеграмм секретные приказы советского командования становились известными польскому командованию почти сразу же, Пилсудский ускорил на один день начало контрнаступления с рубежа Вепша: оно намечалось на 17 августа, но началось на день раньше — 16 августа. 

## Ход операции

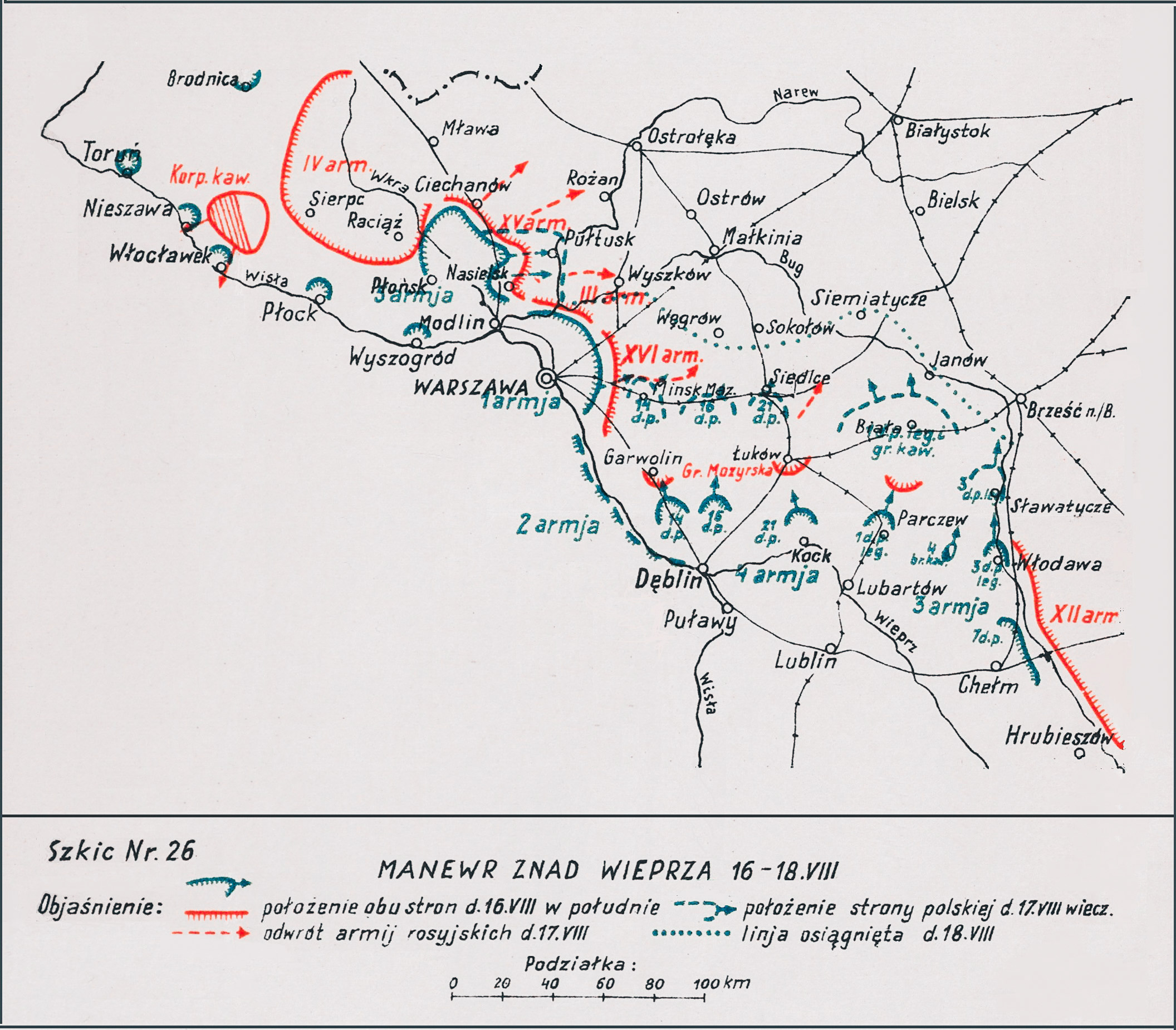
Первая фаза операции

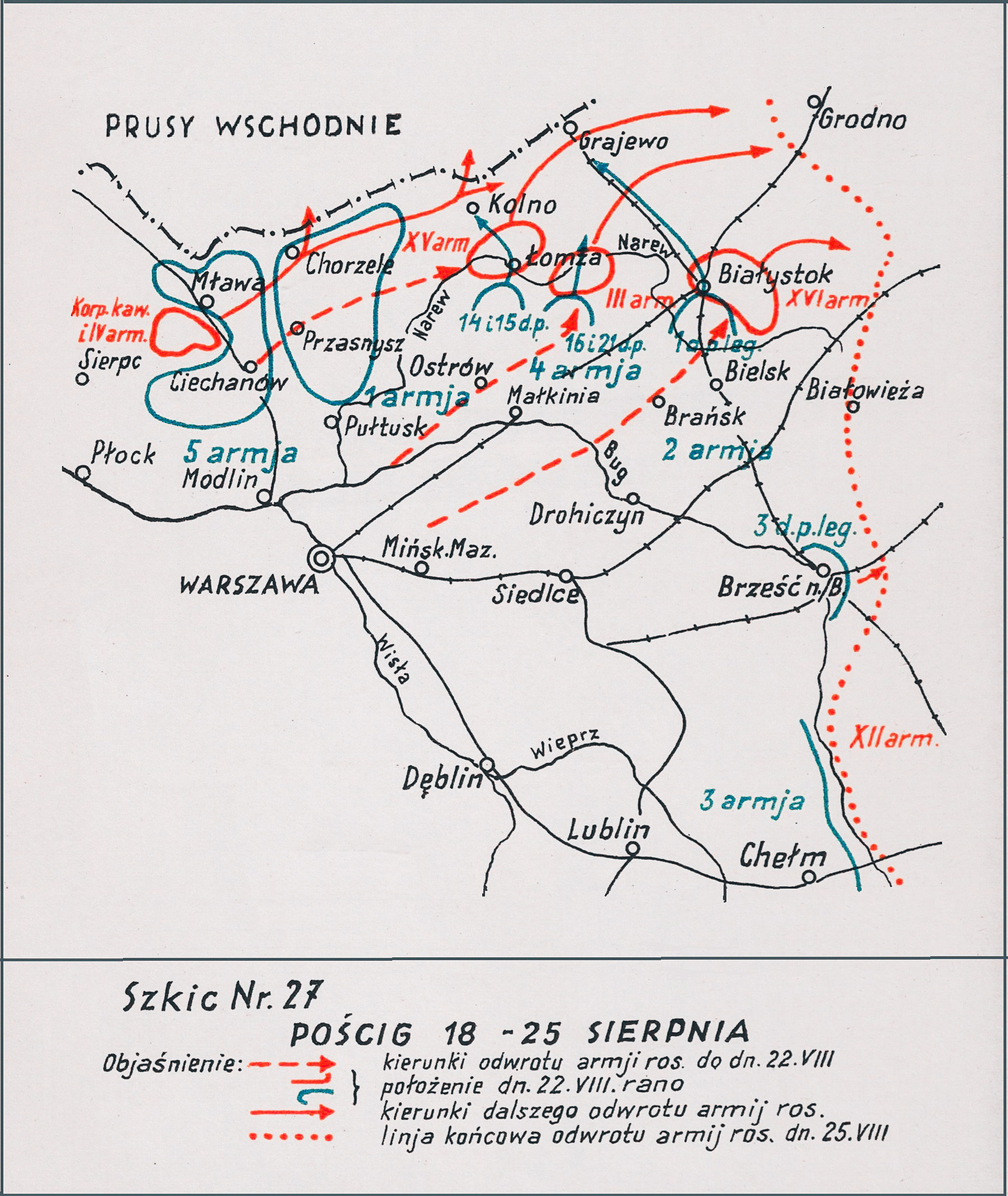
Вторая фаза операции

На рассвете 16 августа началось наступление 4-й и 3-й польских армий из-за Вепша. На своем пути наступающие войска встретили лишь отдельные подразделения Мозырской группы Т. С. Хвесина. Боев почти не было. До вечера 16 августа части 4-й армии прошли 35—40 километров. 14-я пехотная дивизия минула Гарволин и вошла в сферу действий левого крыла 16-й красной армии. На правом крыле наступления 3-я дивизия легионов заняли Влодаву на левом берегу Западного Буга, а 1-я дивизия легионов после 50-километрового перехода достигла Вишницы.
Общее наступление польских войск Среднего фронта привело и к началу наступления 17 августа 1-й армии в районе Варшавы, части которой стали продвигаться на Миньск-Мазовецкий. 17 августа произошли бои в районе Влодавы, где была разбита 58-я стрелковая дивизия, а 1-я дивизия легионов заняла Бялу-Подляску и Мендзыжец (по дороге из Бреста на Варшаву). Войска 4-й армии заняли Луков и Седльце. К вечеру 17 августа войска 4-й и 3-й польских армий вышли на линию Бяла-Подляска — Седльце — Миньск-Мазовецки — Прага (пригород Варшавы за Вислой) и установили контакт с частями 1-й армии генерала Ф. Латиника, оборонявшей Варшаву.
18 августа польские войска перешли в наступление по всему фронту. Войска правого крыла 5-й польской армии форсировали Нарев, заняв переправы возле Сероцка и Пултуска. Вечером 18 августа после трехчасового уличного боя поляки овладели Вышкувом, что позволило им начать окружение нескольких советских частей, еще остававшихся в секторе между Западным Бугом и Наревом. 
19 августа положение войск Западного фронта еще более ухудшилось. Поляки заходили в их тыл все дальше и дальше. К востоку и северо-востоку от Варшавы они захватили переправы через Западный Буг. 15-я пехотная дивизия взяла Брок, 1-я пехотная дивизия легионов заняла Дрохичин на Западном Буге (северо-западнее Бреста) и подходила к Бельску (южнее Белостока); кавалерия — Франкополь и Скшешев. 19 августа в 22 часа подразделения 3-й пехотной дивизии легионов после непродолжительного боя вошли в Брест. Они сразу же заняли восточные форты крепости.
20 августа 18-я пехотная дивизия захватила Цеханув и усиленная Добровольческой дивизией стала преследовать советские войска, отступавшие к прусской границе, с целью создать в районе Млавы заслон, который отрезал бы путь отхода на восток отступающим с нижней Вислы советским дивизиям 4-й армии и 3-го кавалерийского корпуса. 21 августа, во второй половине дня, обе бригады 18-й стрелковой дивизии вошли в Млаву, и один из её полков вышел на восточнопрусскую границу. 
21 августа 15-я пехотная дивизия атаковала прикрывавшую Ломжу 11-ю стрелковую дивизию и разбила ее под Снядовом, а на следующий день захватила город. В тот же день 8-я пехотная дивизия захватила Остроленку.
Части 2-й польской армии, преследуя отходящие дивизии 16-й армии, к вечеру 22 августа выходят к Нареву и занимают район Страбля (1-я дивизия легионеров) — Заблудува (4-я кавбригада) — Сураж (21-я пехотная дивизия). 22 августа, после ожесточённых боёв, продолжавшихся весь день, к 8 часам вечера был полностью занят польскими войсками Белосток. В этот же день 3-й кавкорпус Гая прорвал оборону 18-й пехотной дивизии генерала Крайовского под Млавой, 202-го пехотного полка под Грабовом, а 23 августа у Кшиновлоги-Вельки и Хожеле — фронт Сибирской бригады и двинулся к Кольно.
24 августа части 4-й польской армии, поднявшись к северу, ударом от Едвабно и Тыкоцина, совместно с войсками 2-й польской армии, отбросив задержавшиеся дивизии 3-й армии в северо-восточном направлении, захватили район Мышынец — Кольно. 
25 августа, не сумев прорваться у Кольно через боевые порядки польских 15-й и 8-й пехотных дивизий, остатки 4-й армии (18-я, 53-я, 54-я, 12-я стрелковые дивизии) и 15-й армии (33-я и 4-я стрелковые дивизии) перешли границу и интернировались в Восточной Пруссии. Корпус Гая (10-я и 15-я кавдивизии) пытался прорваться до утра 26 августа, но не смог этого сделать и также интернировался в Германии.
К 26 августа фронт остановился на линии Липск — Кузница — Свислочь — Беловеж — 15 километров восточнее Брест-Литовска и далее но Западному Бугу.

## Результаты
Наступательная операция польских войск, начатая 16 августа со стороны реки Вепш, привела к победе в Варшавской битве и полностью изменила положение на советско-польском фронте. Советское командование так и не вернуло себе утраченную стратегическую инициативу до конца войны. 